# Ulica Telewizyjna w Katowicach
Ulica Telewizyjna w Katowicach – ulica w północnej części Katowic o długości 1 343 m, przebiegająca przez obszar dzielnicy Wełnowiec-Józefowiec. Stanowi ona jednocześnie granicę pomiędzy dwoma miastami: Siemianowicami Śląskimi i Katowicami.

## Przebieg
Ulica rozpoczyna swój bieg od skrzyżowania z ulicą Bytkowską w Katowicach, ulicą W. Wróblewskiego w Siemianowicach Śląskich i ulicą Siemianowicką w Chorzowie. Następnie krzyżuje się z drogami podrzędnymi i dojazdowymi (do budynku TVP3 Katowice i Lasku Bytkowskiego). W rejonie Lasku Alfreda i placu Alfreda ulica Telewizyjna krzyżuje się z aleją Wojciecha Korfantego. Znajduje się tam pętla tramwajowa z przystankiem; od tego miejsca przy ulicy prowadzą tory tramwajowe. Przy skrzyżowaniu z ulicą Grabową droga kończy swój bieg (granica miasta, w Siemianowicach Śląskich zmienia nazwę na ulicę Katowicką).

## Charakterystyka

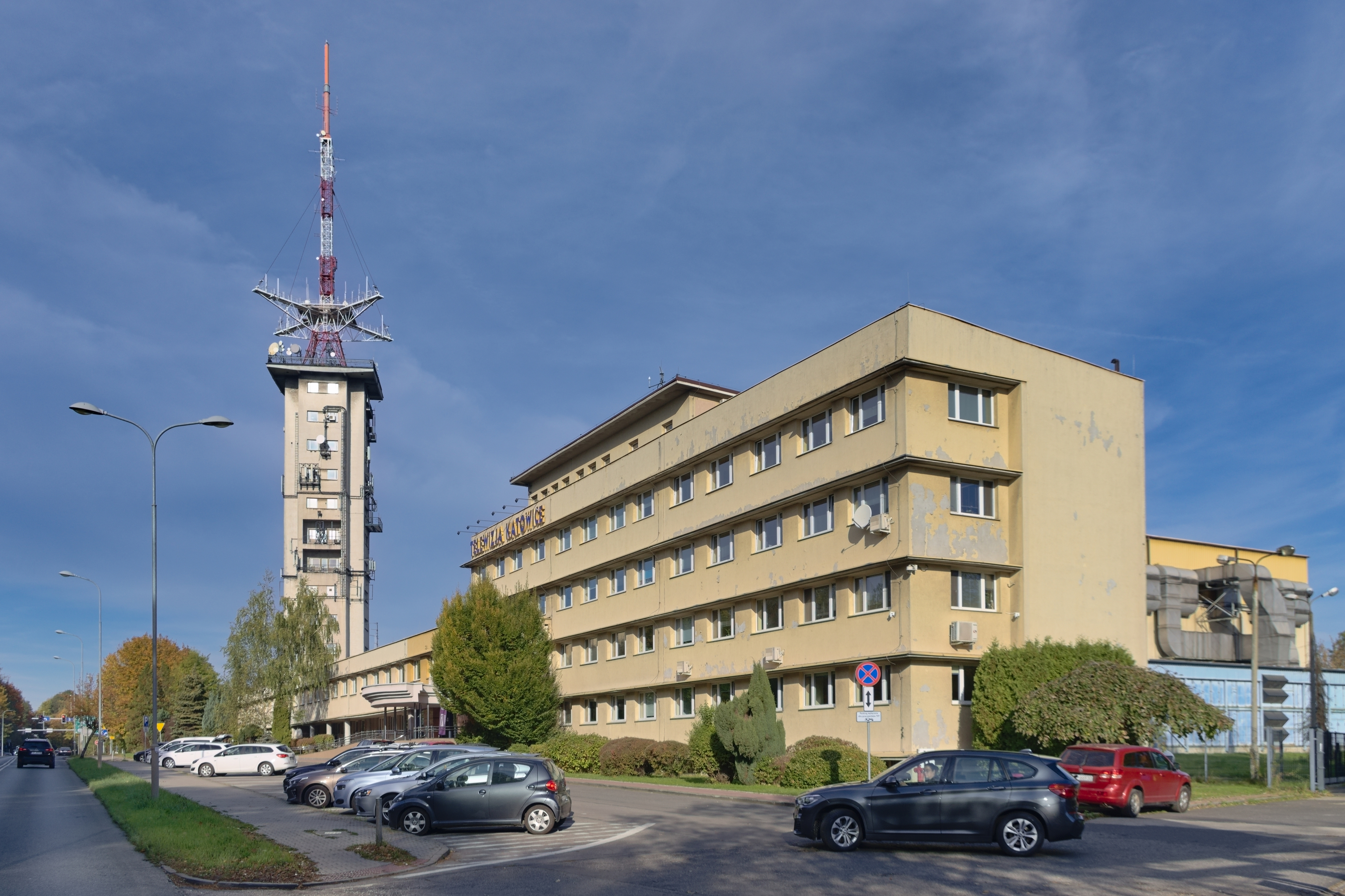
Siedziba TVP3 Katowice (2024)

Ulica Telewizyjna jest drogą publiczną o przekroju jednojezdniowym klasy technicznej Z. Ciąg ulic Telewizyjna – Wojciecha Korfantego – Chorzowska ma status ulic głównych w mieście. Planowane jest by przy ulicy Telewizyjnej rozpoczynały się w przyszłości ciągi ulic, mające połączyć Siemianowice Śląskie z osiedlem Jerzego Kukuczki (Bogucice) na północ od Wełnowca.
Przy ulicy Telewizyjnej znajduje się siedziba oddziału Telewizji Polskiej w Katowicach (ul. Telewizyjna 1), Przychodnia Zakładowa przy TVP S.A. Oddział w Katowicach i agencje telewizyjne. Do początku 2009 roku ulicą Telewizyjną kursował tramwaj linii 12. W 2010 roku przeprowadzono remont skrzyżowania z ulicą Bytkowską; usunięto wówczas nieużywane tory tramwajowe. Wieża telewizyjna SLR Bytków jest jednym z wyższych obiektów w okolicy; posiada on wysokość 90 metrów.
Ulicą Telewizyjną kursują linie autobusowe ZTM oraz linia tramwajowa o numerze 13 (Siemianowice Śl. Plac Skargi – Katowice Plac Wolności).